# КАМАЗ-6250
КАМАЗ-6250 — вахтовый автобус, выпускаемый с 2023 года на КАМАЗе и НЕФАЗе.

## Описание
КАМАЗ-6250 впервые был представлен осенью 2022 года на Петербургском международном газовом форуме. Его базовой моделью стала КАМАЗ-43502, конструкция кузова сочетает в себе стальной каркас. 23 мая 2023 года в Москве на выставке «COMvex» автобус получил премию «Перспектива года». В ноябре 2023 представлена, а в 2025 году запатентована версия передвижной автомобильной мастерской на базе данного автобуса.
Автобус КАМАЗ-6250 разработан для нефтегазовой отрасли по заказу компании «Газпром». От других вахтовых автобусов КАМАЗ-6250 отличается каркасно-панельным кузовом. В целях обеспечения плавности хода устанавливается подвеска на четырёх пневмоэлементах с длиннолистовыми рессорами, телескопическими амортизаторами и стабилизаторами поперечной устойчивости.
Планируется, что к 2025 году будет выпущено более 420 экземпляров.

## Технические характеристики
Автобус предлагается с двигателем как на дизельном (двигатель КАМАЗ-667; около 300 л.с.), так и на газовом (КПГ и СПГ; около 290 л.с.) топливе. Двигатель сочетается в паре с шестиступенчатой автоматической трансмиссией.